# Walter Leake

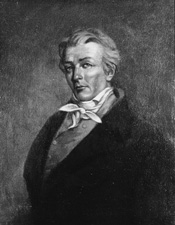
Walter Leake

Walter Leake (* 25. Mai 1762 in Albemarle County, Colony of Virginia; † 17. November 1825 in Mount Salus, Mississippi, Vereinigte Staaten) war ein US-amerikanischer Jurist und Politiker. Von 1817 bis 1820 vertrat er seinen Bundesstaat im US-Senat, von 1822 bis zu seinem Tod war er Gouverneur von Mississippi.

## Biografie
Walter Leake studierte Rechtswissenschaften und praktizierte daraufhin in Hinds County (Mississippi). Im Jahr 1807 wurde er von US-Präsident Thomas Jefferson zu einem Richter des Territoriums von Mississippi bestimmt. Leakes Eintritt in die Politik erfolgte 1817 durch seine Wahl in den US-Senat, wo er als Parteimitglied der Demokratisch-Republikanischen Partei den nun gegründeten Bundesstaat Mississippi vertrat. Während seiner Amtszeit, die vom 10. Dezember 1817 bis zum 15. Mai 1820 andauerte, war Leake unter anderem maßgeblich an der Angliederung Mississippis in die Union beteiligt. Nach seinem Ausscheiden aus dem Senat übte Leake von 1821 bis 1822 das Amt des Bundesrichters von Mississippi aus. 1821 kandidierte er erfolgreich für das Amt des Gouverneurs. Seine Amtszeit begann am 7. Januar 1822 und endete mit seinem Tod knapp vier Jahre später.
Walter Leake war verheiratet und hatte mit seiner Frau Elizabeth drei Kinder. Einer seiner Nachfahren war der Offizier und Politiker John McCain, langjähriger US-Senator für Arizona und republikanischer Kandidat bei der US-Präsidentschaftswahl 2008.

## Sonstiges
Nach Walter Leake wurde einer der Bezirke in Mississippi Leake County benannt; ebenso verdankt die Stadt Leakesville, ebenfalls in Mississippi gelegen, ihren Namen dem US-Politiker.